# KPercentage
KPercentage — программа, помогающая улучшить навыки решения уравнений с процентами. Входит в пакет образовательных программ KDE Education Project. Распространяется согласно GNU General Public License.
Включает в себя три основных типа уравнений на проценты.